# Bob Anderson (režisér)
Bob Anderson (* 1965) je americký režisér animace seriálu Simpsonovi. Také částečně režíroval Simpsonovy ve filmu.
Po vystudování střední školy se Bob Anderson přihlásil na školu kresleného filmu a grafického umění, The Kubert School, kde se věnoval animaci. Ještě před promocemi na této škole zahájil svou profesní kariéru. Pracoval pro Broadcast Arts v New Yorku na reklamních spotech. V roce 1990 se Anderson přestěhoval do Los Angeles za prací asistenta režie Simpsonových. V páté řadě seriálu, po čtrnácti dílech, ve kterých pracoval jako asistent režie Jima Reardona a jednou Mark Kirklanda, se stal roku 1993 režisérem dílu Bartovo vnitřní dítě.

## DílySimpsonových
Bob Anderson režíroval tyto díly Simpsonových:
- Bartovo vnitřní dítě[2]
- Skinner – sladký nepřítel[3]
- Líza – posila mužstva[4]
- Bartova kometa[3]
- Dva tucty a jeden chrt[3]
- Speciální čarodějnický díl[3]
- Hurikán Ned[3]
- Homer versus 18. dodatek Ústavy[5]
- Zázrak na Evergreen Terrace[3]
- Líza má jedničku
- Mor na Amora
- Fujtajbl
- Napravení šíleného klauna
- Marge a mukl
- Tulácké báchorky
- Poslední pistolník na Západě
- Úča roku
- Starý zbabělec
- Marge versus Svobodní, důchodci, bezdětné páry, mládež a gayové
- Den pro závislosti
- Válka s molochem
- Za jasného dne neuvidím svou sestru
- Domov daleko od Homera
- Pygmalion v sukni
- Manželská poradna Homera a Marge
- Kill Gil – první a druhý díl
- Pařanka Marge
- Nechci vědět, proč ptáček v kleci zpívá
- Sranda na objednávku
- Speciální čarodějnický díl
- Čarodějky ze Springfieldu
- Kult Montgomeryho Burnse
- Speciální čarodějnický díl XXI (v titulcích uveden jako SpongeBob Anderson Pants)
- Předvánoční hádky
- Modrá a šedá
- 500 klíčů
- Velká knižní loupež
- Vočko na hadry
- Špion, který mě poučil
- Řeka slz
- Střídání poručníků
- Falešný virtuós
- Homerland
- Žlutá pomsta
- Budoucí budoucnost
- Simpsorama
- Bartův nový kamarád
- Děcka jsou ve při
- Líza dobývá svět
- Kwik-E-Mart: Znovuzrození
- Nevinný výlet
- Divoký víkend v Havaně
- Poslední trakční hrdina
- Hodinky po tátovi
- Dědo, slyšíš mě?
- Ha Ha Land
- Líza a její smutné blues
- Návrat z ráje
- Soumrak našeho zpeněžitelného obsahu
- Nesnesitelná lehkost bytí batoletem
- Svatá válka – první část
- Utajený šéf
- Hoši v horách
- Není burger jako burger